# Gonzalo Castro Irizábal
Gonzalo Castro Irizábal, conosciuto anche con il soprannome Chory Castro (Trinidad, 14 settembre 1984), è un calciatore uruguaiano, attaccante del Porongos.

## Palmarès

### Club

#### Competizioni nazionali
- Campionato uruguaiano: 3

Nacional: 2002, 2005, 2005-2006
- Liguilla Pre-Libertadores de América: 1

Nacional: 2006-2007
- Supercopa Uruguaya: 1

Nacional: 2019